# Furia Roja Fútbol Club
Furia Roja Fútbol Club es un equipo de fútbol del municipio de Jesús María en el estado de Jalisco, que participa en la Tercera División Premier, de la Asociación de Fútbol Aficionado del Estado de Jalisco, Afiliada a la Femexfut.

## Historia
El equipo surge en el amateurismo a finales de 1960 a raíz de la fusión de los equipos Platense y Alteño, cuya severa rivalidad traspasaba los límites deportivos, a raíz de ello, el Pbro. Mariano Ramírez Nogales decide unificar ambos clubes con el fin de evitar mayores catástrofes.
Unidos ya ambos clubes bajo el nombre de Cuauhtémoc FC, disputa variedad de torneos regionales en el amateurismo, cosechando gran cantidad de campeonatos durante su historia en los diversos circuitos de la época, y debido al color rojo de su uniforme (Que debió cambiarse debido a que la combinación original de colores azul y amarillo se reservaron para el combinado estatal jalisciense) y a la garra y entrega que mostraban los jugadores del equipo, surge el mote de "Furia Roja", que a la postre terminaría convirtiéndose en el nombre del equipo.
Sus inicios en el profesionalismo tienen registro en el año 2002 en la Tercera División de la Federación Mexicana de Fútbol, luego reaparecerían en el año 2007 como Rojos de Jesús María, durante ese periodo llegarían 2 veces a liguilla, en la del Clausura 2008 cuando llegaron hasta los 16° de final, y en la de 2008-2009 pero perdió en 32° ante Aves Blancas, en 2011 desapareció.
Luego de su desaparición del profesionalismo en 2011, el equipo siguió existiendo en algunas ligas locales, y varios equipos amateurs continuaron usando el mismo nombre, hasta que el club fue refundado nuevamente en 2020, para competir en la entonces recién creada Liga de Balompié Mexicano con el nombre de Furia Roja Jesús María FC.
A principios de junio de 2020 la LBM anunció a los equipos que se encontraban en proceso de afiliación, entre los cuales se encontraba Jesús María. El equipo nace oficialmente el 23 de junio de 2020 como la decimoprimera franquicia fundadora de la nueva Liga de Balompié Mexicano. El 10 de julio se presentó al cuerpo técnico del equipo, encabezado por el director técnico Andrés González y su auxiliar Eustacio Rizo.
Luego de dos años participando en la Liga de Balompié Mexicano, el equipo pidió permiso para no jugar en la temporada 2023, esto con el objetivo de iniciar una reestructuración. Sin embargo, en junio de 2023 el club anunció su cambio a la Liga TDP, nombre oficial de la Tercera División de México, última categoría del sistema de ligas perteneciente a la Femexfut. En agosto de 2023 el equipo fue confirmado como nuevo miembro de la liga, como una escuadra filial del club Caja Oblatos CFD, por lo que ante la FMF el equipo se llama oficialmente Caja Oblatos CFD - Furia Roja, aunque en la práctica el club de Jesús María continuó usando su escudo, nombre y uniforme tradicionales para sus días de partido. 
Tras una serie de malos resultados debido a una pésima dirigencia por parte de personas completamente ajenas a la historia y arraigo del club, decidieron retirar la franquicia de la Liga TDP para competir durante la temporada 2024/25 en la Tercera División Premier, perteneciente a la Asociación de Fútbol Aficionado del Estado de Jalisco, Afiliada a la Femexfut

## Estadio
Sus encuentros de local los disputan en el Estadio Estadio Ramírez Nogales, con una capacidad de 1 500 espectadores.

## Indumentaria
La indumentaria tradicional del equipo, como su nombre lo especifica, es con el jersey de color rojo, generalmente con short y vivos en blanco, acompañado de calcetas rojas.
El uniforme de visitante generalmente tiende a ser de forma invertida, es decir, jersey blanco con short y vivos en rojo, acompañado de calcetas blancas.

### Uniformes anteriores
- 2020

| Primer Uniforme | Segundo Uniforme |